# San-Lugano-Sattel
Der San-Lugano-Sattel (auch San-Lugano-Pass, Luganer Sattel usw.; italienisch Passo di San Lugano) ist ein italienischer Pass in den Fleimstaler Alpen, der das Etschtal bzw. Unterland mit dem Fleimstal und somit Südtirol mit dem Trentino verbindet. Auf der Passhöhe, auf einer Höhe von 1097 m s.l.m., liegt der zur Gemeinde Truden gehörende Ort San Lugano. Im Nordosten überragt wird der Übergang von dem Schwarzhorn vorgelagerten Kuppen; unmittelbar südwestlich schließen im Naturpark Trudner Horn unter Schutz gestellte Höhenzüge an.
Verkehrstechnisch ist der Pass durch die SS 48 erschlossen, bis 1963 fuhr zudem die Fleimstalbahn über den Sattel.
Namensgeber ist Lukan von Säben, ein römisch-katholischer Heiliger aus dem 5. Jahrhundert.

## Geschichte
Über den San-Lugano-Sattel führt ein uralter Weg, in späteren Zeiten wurde dieser immer wieder ausgebaut und besaß über die Zeiten hinweg durchwegs eine überregionale Bedeutung. Bereits im Jahre 1230 wurde der Pass erstmals urkundlich erwähnt.
Ab 1840 bewarb sich besonders die anliegende Generalgemeinde um einen Ausbau des alten Saumweges zu einer modernen Fahrstraße. Im Jahre 1845 ließ die Gemeinde Fleims auf ihre Kosten den Bau einer vom Fleimstal über den Sattel von San Lugano nach Auer führenden, nach damaligen Begriffen modernen Straße in Angriff nehmen. Ursprünglich sollte diese bis nach Neumarkt weiterführen. Einige Jahre später wurde so ein neues, gut 13 km langes Straßenstück zwischen Kaltenbrunn und Auer erbaut, das teilweise aus den Felsen des Cislon gesprengt werden musste. Im Jahre 1859 war diese Straße fertiggestellt und ersetzte den alten Weg, der über Truden und Glen geführt hatte. Heute ist die Passstraße als Teil der Strada Statale 48 delle Dolomiti ausgewiesen.
Im späten 19. Jahrhundert wurde vor Ort der Wunsch wach, das Etschtal mit dem Fleimstal mittels einer Bahnstrecke zu verbinden. Zunächst stritt man sich jedoch über den Verlauf dieser Bahn: Wollten die italienischsprachigen Trentiner einen Verlauf von Lavis über Cembra nach Cavalese, wünschten sich die deutschsprachigen Südtiroler hingegen einen eher direkteren Verlauf. Dieser sollte Cavalese mit Neumarkt über den San-Lugano-Sattel verbinden und hätte daher auch den Interessen der deutschsprachigen Bevölkerung eher entsprochen. Kurz vor dem Ersten Weltkrieg einigte man sich dann auf den Bau beider Bahnstrecken, wobei die Strecke über den San-Lugano-Sattel nur eine Nebenstrecke werden sollte. Der Kriegseintritts Italiens auf Seiten der Entente im Jahre 1915 bedeutete, anders als bei den anderen geplanten Alpenbahnen, nicht das Ende der Bauarbeiten. Die Bahn über den San-Lugano-Sattel, besser bekannt als Fleimstalbahn, wurde nunmehr überlebenswichtig für Österreich. Insbesondere für den Schutz Tirols, da über sie ein wichtiger Teil der Frontversorgung verlaufen sollte. Freilich war dafür nur die Bahn über den San-Lugano-Sattel notwendig, die Bahn durch das Cembratal bot hingegen nur wenig strategischen Sinn. Die stets unter finanziellen Schwierigkeiten leidende Bahn konnte nach dem Zweiten Weltkrieg nicht mehr mit dem aufkommenden Automobilverkehr konkurrieren und wurde 1963 schließlich stillgelegt.